# NGC 4889
NGC 4889 је елиптична галаксија у сазвежђу Береникина коса која се налази на NGC листи објеката дубоког неба.
Деклинација објекта је + 27° 58' 35" а ректасцензија 13h 0m 8,3s. Привидна величина (магнитуда) објекта NGC 4889 износи 11,5 а фотографска магнитуда 12,5. Налази се на удаљености од 94,383 милиона парсека од Сунца. NGC 4889 је још познат и под ознакама NGC 4884, UGC 8110, MCG 5-31-77, CGCG 160-241, DRCG 27-148, PGC 44715.